# Abde Rebbach
Abderrahman Rebbach (Blida, 11 de agosto de 1998) es un futbolista argelino que juega como delantero en el Deportivo Alavés de la Primera División de España.

## Trayectoria
Llega al Deportivo Alavés procedente del Aurrerá de Vitoria en 2018 para jugar en su segundo filial. Ascendió al primer filial en la campaña 2020-21, pero no fue hasta la siguiente temporada donde se consagró en el club, anotando 16 goles y siendo pieza clave en el ascenso del filial alavesista a la Segunda División RFEF. Tras su rendimiento ascendió definitivamente al primer equipo para la temporada 2022-23, renovando con el club hasta 2024.
El 16 de enero de 2025 se hizo oficial un acuerdo de cesión con opción a compra por parte del Granada C. F., la cual no se ejecutó al finalizar la temporada y volvió al Deportivo Alavés.

## Clubes
Actualizado al último partido disputado el 1 de junio de 2025.
| Club                   | País   | Año       | Partidos | Goles |
| ---------------------- | ------ | --------- | -------- | ----- |
| C. D. San Ignacio      | España | 2018-2020 | 54       | 14    |
| Deportivo Alavés "B"   | España | 2020-2022 | 50       | 19    |
| Deportivo Alavés       | España | 2022-2025 | 61       | 6     |
| Granada C. F. (cedido) | España | 2025      | 19       | 3     |